# Victoria Monét
Victoria Monét McCants (Atlanta, 1º maggio 1989) è una cantautrice statunitense.
Dopo aver firmato un contratto discografico con l'etichetta Atlantic Records, inizia la carriera scrivendo e producendo brani per artisti come Fifth Harmony, Nas, Chris Brown, Brandy, Chloe x Halle e Ariana Grande, ottenendo grazie a quest'ultime artiste tre candidature ai Grammy Award come autrice. Dopo la pubblicazione della collaborazione Monopoly con Ariana Grande, con la quale debutta nelle principali classifica internazionali tra cui la Billboard Hot 100 e la UK Singles Chart, nel 2020 pubblica l'album in studio di debutto Jaguar, esordendo per la prima volta nella Billboard 200. Al 2023 risale la pubblicazione del secondo album, l'acclamato Jaguar II, che le ha permesso di vincere il Grammy Award al miglior album R&B e quello come miglior artista esordiente.

## Biografia

### Infanzia ed esordi
Nata in Georgia da madre afroamericana e padre francese, Monét si sposta in California (Sacramento) da bambina, sviluppando immediatamente una forte attrazione per canto e ballo. L'artista inizia ad esibirsi nel coro della chiesa locale e contestualmente anche a studiare danza, entrando a far parte di un gruppo di ballo chiamato Boogie Monstarz. Mentre porta avanti la sua carriera di ballerina, Victoria Monét inizia anche a lavorare sulla scrittura: dapprima impegnata su poesie, presto la ragazza unisce quest'abilità con l'amore per la musica ed iniziò a scrivere vere e proprie canzoni.
Nel 2008, Victoria entra a far parte di un gruppo chiamato Purple Rain: la band resta legata per un anno alla Motown, tuttavia viene sciolta senza aver avuto modo di pubblicare musica. A quel punto, Victoria ha continuato a produrre musica e lavorare su demo, debuttando ufficialmente come produttrice nel brano Last Train To Paris dei Diddy Dirt Money (2010).

### Contratto con la Atlantic, primi EP (2011-2018)
Le demo create per altri artisti permettono a Victoria Monét di ottenere un contratto con la Atlantic Records e di iniziare a lavorare sempre di più per grandi stelle della musica, scrivendo in maniera trasversale sia per personalità legate alla sua stessa etichetta che per altri artisti. In questo periodo, infatti, l'artista dichiarò di essere al lavoro sia sulla sua stessa musica che su quella di altri artisti, ma che scrivere per altri spesso prendeva il sopravvento sul resto. Ciononostante, nel 2014 Victoria riesce a pubblicare il suo primo EP Nightmares & Lullabies: Act 1, a cui fa seguito Nightmares & Lullabies: Act 2 nel 2015.
Il 10 luglio 2016, Victoria duetta per la prima volta con l'amica Ariana Grande nel brano Better Days, dedicato alle vittime della strage di Orlando e alla cantante Christina Grimmie, assassinata appena dopo aver tenuto un concerto. Nei mesi successivi, Victoria è impegnata in qualità di opening act prima per il 7/27 Tour delle Fifth Harmony e poi per il Dangerous Woman Tour di Ariana Grande. Nello stesso periodo, l'artista pubblica i singoli Do You Like It e Ready. Nel 2018 vengono invece pubblicati altri due EP: Life After Love, Pt. 1 e Life After Love, Pt. 2.

### Jaguar,Jaguar 2(2019-presente)
Nell'aprile 2019, Victoria Monét e Ariana Grande pubblicano il singolo collaborativo Monopoly. Le due interpreti vengono inoltre nominate insieme ai Grammy Awards per il progetto Thank U Next, album di Grande al quale Victoria ha dato un grande contributo in fase di scrittura. L'artista pubblica inoltre il singolo Ass Like That, annunciando che si sarebbe trattato del primo estratto dal suo album di debutto. Nei mesi successivi vengono pubblicati altri singoli quali Moment, Dive ed Experience, quest'ultima in collaborazione con Khalid e SG Lewis. L'album Jaguar viene infine pubblicato il 7 agosto 2020.
Nel 2021 pubblica i singoli F.U.C.K. e Coastin'. Nel marzo 2023 annuncia di aver firmato un contratto discografico con RCA Records e pubblica il singolo Smoke in duetto con Lucky Daye. Nei mesi successivi pubblica altri singoli e l'album Jaguar II, dando inizio contestualmente al suo primo tour da headliner. Nel febbraio 2024 vince tre Grammy Awards nelle categorie miglior artista esordiente, miglior album R&B e  Miglior album ingegnerizzato, non classico.

### Lavori come autrice
Dopo aver composto Last Train To Paris dei Diddy Dirt Money, Victoria Monét ha lavorato per moltissimi altri artisti. Monét ha scritto e/o prodotto per: Ariana Grande (Be Alright, Let Me Love You, Thank U Next), Fifth Harmony (Everlasting Love, Work From Home, Them Girls Be Like, Reflection, We Know, No Way), T.I. (Memories Are Back, Live In Tonight), Chris Brown (Drunk Texting), Nas (You Wouldn't Understand), Chloe X Halle (Do It), Brandy (Rather Be), Nicki Minaj (Love Me Enough) e tanti altri.

## Discografia

### Album in studio
- 2020 – Jaguar
- 2023 – Jaguar II

### EP
- 2014 – Nightmares & Lullabies: Act 1
- 2015 – Nightmares & Lullabies: Act 2
- 2018 – Life After Love, Pt. 1
- 2018 – Life After Love, Pt. 2

### Singoli
- 2014 – Made in China (feat. Ty Dolla Sign)
- 2015 –  90's Babies
- 2015 – See the Lights
- 2017 – Ready
- 2018 – Freak (solista o remix con BIA)
- 2018 – New Love
- 2019 – Monopoly (con Ariana Grande)
- 2019 – Ass Like That
- 2020 – Moment
- 2020 – Experience (con Khalid e SG Lewis)
- 2021 – F.U.C.K.
- 2021 – Coastin
- 2023 – Smoke (feat. Lucky Daye)
- 2023 – Party Girls (feat. Buju Banton)
- 2023 – On My Mama
- 2024 – Alright

## Crediti come autrice
| Anno | Titolo                    | Artista                                  | Album di provenienza           |
| ---- | ------------------------- | ---------------------------------------- | ------------------------------ |
| 2010 | Perfect Nightmare         | Shontelle                                | No Gravity                     |
| 2010 | Take Ova                  | Shontelle                                | No Gravity                     |
| 2010 | Evacuate My Heart         | Shontelle                                | No Gravity                     |
| 2010 | I Hate That You Love Me   | Sean Combs, Dawn Richard, Kalenna Harper | Last Train to Paris            |
| 2011 | Masquerade                | Jasmine Villegas                         | S(he) Be(lie)ve(d)             |
| 2011 | Just a Friend             | Jasmine Villegas                         | S(he) Be(lie)ve(d)             |
| 2011 | The Breakup Song          | Jasmine Villegas                         | S(he) Be(lie)ve(d)             |
| 2012 | Sin City                  | GOOD Music                               | Cruel Summer                   |
| 2012 | Introduction              | T.I.                                     | Trouble Man: Heavy Is the Head |
| 2013 | Déjà Vu                   | Coco Jones                               | Made Of                        |
| 2013 | Visual Love               | Chrisette Michele                        | Better                         |
| 2013 | Honeymoon Avenue          | Ariana Grande                            | Yours Truly                    |
| 2013 | Daydreamin                | Ariana Grande                            | Yours Truly                    |
| 2014 | Intro                     | Ariana Grande                            | My Everything                  |
| 2014 | My Everything             | Ariana Grande                            | My Everything                  |
| 2014 | Only 1                    | Ariana Grande                            | My Everything                  |
| 2014 | Cadillac Song             | Ariana Grande                            | My Everything                  |
| 2014 | Drunk Texting             | Chris Brown feat. Jhené Aiko             | X                              |
| 2015 | Everlasting Love          | Fifth Harmony                            | Reflection                     |
| 2015 | Them Girls Be Like        | Fifth Harmony                            | Reflection                     |
| 2015 | Reflection                | Fifth Harmony                            | Reflection                     |
| 2015 | We Know                   | Fifth Harmony                            | Reflection                     |
| 2015 | Double Tap                | Jordin Sparks feat. 2 Chainz             | Right Here, Right Now          |
| 2015 | Intro                     | Ariana Grande                            | Christmas & Chill              |
| 2015 | Wit It This Christmas     | Ariana Grande                            | Christmas & Chill              |
| 2015 | December                  | Ariana Grande                            | Christmas & Chill              |
| 2015 | Not Just on Christmas     | Ariana Grande                            | Christmas & Chill              |
| 2015 | True Love                 | Ariana Grande                            | Christmas & Chill              |
| 2015 | Winter Things             | Ariana Grande                            | Christmas & Chill              |
| 2016 | Moonlight                 | Ariana Grande                            | Dangerous Woman                |
| 2016 | Be Alright                | Ariana Grande                            | Dangerous Woman                |
| 2016 | I Don't Care              | Ariana Grande                            | Dangerous Woman                |
| 2016 | Knew Better / Forever Boy | Ariana Grande                            | Dangerous Woman                |
| 2016 | Step On Up                | Ariana Grande                            | Dangerous Woman                |
| 2016 | Let Me Love You           | Ariana Grande feat. Lil Wayne            | Dangerous Woman                |
| 2016 | Leave Me Lonely           | Ariana Grande feat. Macy Gray            | Dangerous Woman                |
| 2016 | No Way                    | Fifth Harmony                            | 7/27                           |
| 2017 | I Want You                | Sara Evans                               | Words                          |
| 2018 | Pete Davidson             | Ariana Grande                            | Sweetener                      |
| 2018 | Goodnight n Go            | Ariana Grande                            | Sweetener                      |
| 2018 | Thank U, Next             | Ariana Grande                            | Thank U, Next                  |
| 2019 | 7 Rings                   | Ariana Grande                            | Thank U, Next                  |
| 2019 | Needy                     | Ariana Grande                            | Thank U, Next                  |
| 2019 | NASA                      | Ariana Grande                            | Thank U, Next                  |
| 2019 | Make Up                   | Ariana Grande                            | Thank U, Next                  |
| 2019 | Ghostin                   | Ariana Grande                            | Thank U, Next                  |
| 2020 | Do It                     | Chloe x Halle                            | Ungodly Hour                   |
| 2020 | Rather Be                 | Brandy                                   | B7                             |
| 2020 | Ice Cream                 | Blackpink, Selena Gomez                  | The Album                      |
| 2020 | 34+35                     | Ariana Grande                            | Positions                      |
| 2020 | Motive                    | Ariana Grande, Doja Cat                  | Positions                      |
| 2020 | My Hair                   | Ariana Grande                            | Positions                      |
| 2020 | Nasty                     | Ariana Grande                            | Positions                      |
| 2020 | West Side                 | Ariana Grande                            | Positions                      |
| 2020 | Love Language             | Ariana Grande                            | Positions                      |
| 2021 | Test Drive                | Ariana Grande                            | Positions                      |
| 2023 | Love Me Enough            | Nicki Minaj, Monica, Keyshia Cole        | Pink Friday 2                  |
| 2024 | Lights On                 | Normani                                  | Dopamine                       |
| 2024 | Insomnia                  | Normani                                  | Dopamine                       |

## Riconoscimenti
- Billboard Women in Music
  - 2024 – Rising Star Award[18]
- GLAAD Media Awards
  - 2021 – Candidatura al miglior artista musicale esordiente
- Grammy Award[19]
  - 2020 – Candidatura all'album dell'anno per Thank U, Next (come autrice)
  - 2020 – Candidatura alla registrazione dell'anno per 7 Rings (come autrice)
  - 2021 – Candidatura alla miglior canzone R&B per Do It (come autrice)
  - 2024 – Miglior artista esordiente
  - 2024 – Miglior album R&B per Jaguar II
  - 2024 – Miglior album ingegnerizzato non classico per Jaguar II
  - 2024 –  Candidatura alla registrazione dell'anno per On My Mama
  - 2024 – Candidatura alla miglior canzone R&B per On My Mama
  - 2024 – Candidatura alla miglior interpretazione R&B per How Does It Make You Feel
  - 2024 – Candidatura alla miglior interpretazione R&B tradizionale per Hollywood (con Earth, Wind & Fire e Hazel Monét)
- iHeartRadio Music Awards
  - 2024 – Candidatura al miglior artista R&B emergente[20]
  - 2024 – Candidatura alla canzone R&B dell'anno per On My Mama
- NAACP Image Award
  - 2024 – Miglior artista emergente[21]
  - 2024 – Candidatura alla miglior artista femminile
  - 2024 – Miglior album per Jaguar II
  - 2024 – Candidatura alla miglior canzone Soul/R&B per On My Mama
  - 2024 – Candidatura al miglior video musicale per On My Mama
  - 2024 – Candidatura alla miglior collaborazione contemporary per Smoke (con Lucky Daye)
- Soul Train Music Award
  - 2020 – Candidatura al miglior artista esordiente[22]
  - 2023 – Miglior interpretazione dance per On My Mama[23]
  - 2023 – Video dell'anno per On My Mama
  - 2023 – Candidatura alla miglior artista R&B/Soul femminile
  - 2023 – Candidatura all'album dell'anno per Jaguar II
  - 2023 – Candidatura alla canzone dell'anno per On My Mama
  - 2023 – Candidatura all'Ashford & Simpson Songwriter's Award per On My Mama